# Прокопий (патриарх Константинопольский)
Патриа́рх Проко́пий Пелека́сис (греч. Πατριάρχης Προκόπιος Α Πελεκάσης; 1734—1803 или 1814) — Константинопольский Патриарх, занимавший престол с 1785 по 1789 годы.

## Биография
Родился в деревне Ситсова, ныне Алагония, входящая в муниципалитет города Каламата, в 1734 году. В возрасте 12 последовал примеру старшего брата Неофита, который был епископом и помог Прокопию завершить начальное образование. Также брат рукоположил его в саны диакона и пресвитера. В 1759 году Неофит умер и Прокопий по просьбе прихожан митрополии занял его место.
Он служил в этой епархии ещё в течение 11 лет, пока в 1770 году не был избран митрополитом Смирнским. Там ему удалось восстановить авторитет церкви, подорванный его предшественником, Каллиникосом. В Смирне Прокопий рукоположил в сан диакона Георгия Ангелопулоса, будущего патриарха Григория V. За время своего епископата Прокопий построил много церквей, но так и не смог получить разрешение на возведение храма в Агии Фотии. В 1782—1782 годах Прокопий был членом Священного Синода Патриархии и проживал в Константинополе.
29 июня 1789 года Прокопий был избран Патриархом Константинопольским. Он был затворником, скромным и трудолюбивым. Имел дело с финансовыми и административными вопросами патриархата, пытаясь ограничить внешнее влияние в церковных вопросах. Так он столкнулся с интересами правителя Молдовы Александра I Маврокордата, который избрал незадолго до этого митрополитом Молдовы епископа Льва Романо.
В 1787 году, с началом Второй русско-турецкой войны, султан Селим III вынудил Прокопия отказаться от участия в антитурецком движении и, более того, ввёл дополнительные налоги для поддержки военных сил Османской империи. За снисходительное отношение к действиям султана Прокопий I снискал себе много врагов. По указу Селима III патриарх был вынужден уйти в отставку 30 апреля 1789 года и был сослан в монастырь Великая Лавра на Афоне.
В 1797 году Прокопий вернулся в свою родную деревню. Там он жил в келье рядом с церковью Святого Николая. Умер по одним данным в 1803 году, по другим — в 1814, похоронен рядом с церковью. Позже здесь был установлен его бюст.